# Julian Rentzsch
Julian David Johannes Rentzsch (* 1. August 1975 in Mainz) ist ein deutscher Turkologe.

## Leben
Rentzsch wurde 1975 in Mainz als zweites Kind einer Lehrerfamilie geboren. Er studierte von 1994 bis 2002 an der Rheinischen Friedrich-Wilhelms-Universität Bonn, der Johann Wolfgang Goethe-Universität in Frankfurt und der Johannes Gutenberg-Universität Mainz und schloss an dieser im Jahre 2002 sein Studium in den Fächern Indologie, Vergleichende Sprachwissenschaft und Turkologie mit dem Magistergrad ab. Auf Anraten des norwegischen Turkologen Bernt Brendemoen, der zu jener Zeit den Mainzer Lehrstuhl vertrat, begann er im selben Jahr dort ein Promotionsvorhaben zur turkologischen Sprachwissenschaft bei seinem Doktorvater Lars Johanson. Zugleich besuchte er auch zahlreiche Lehrveranstaltungen bei Hendrik Boeschoten, Johansons Nachfolger auf dem Mainzer Lehrstuhl. Seine Promotion schloss Rentzsch im Jahre 2005 mit einer Dissertation zum Neuuigurischen ab. Von 2009 bis 2012 forschte er als Humboldt-Stipendiat an der Universität Szeged (Ungarn). Im Jahre 2014 habilitierte er sich im Fach Turkologie an der Universität Mainz. Von 2016 bis 2017 hielt er sich als Forschungsstipendiat in Skopje (Mazedonien) auf. Im Juli 2017 wurde er zum Universitätsprofessor für Turkologische Sprachwissenschaft an der Johannes Gutenberg-Universität ernannt und leitet seither die Abteilung für Turkologie am Institut für Slavistik, Turkologie und zirkumbaltische Studien.
2025 wurde er zum korrespondierenden Mitglied der Niedersächsischen Akademie der Wissenschaften zu Göttingen gewählt.

## Forschung
Rentzschs Arbeitsschwerpunkte sind vergleichende linguistische Turkologie, Typologie, Sprachgeschichte, Semantik, Syntax sowie moderne türkeitürkische Literatur. 
In seinem 2005 erschienenen Buch Aspekt im Neuuigurischen untersucht er die finiten und nichtfiniten Aspektoperatoren im modernen Uigurisch auf Grundlage von Johansons Aspektmodell. 
In seiner zweiten Monographie Modality in the Turkic languages (2015) werden die in den Türksprachen verbreiteten modalen Kategorien nach funktionalen und semantischen Kriterien untersucht und ein für diese Sprachfamilie geeignetes deskriptives Modell vorgeschlagen. 
Rentzsch spricht Englisch, Norwegisch und Türkisch und verfügt über fortgeschrittene Kenntnisse in Osmanisch-Türkisch, Tschaghataisch, Kasachisch, Usbekisch und Uigurisch. Des Weiteren besitzt er Kenntnisse in Sprachen wie Altgriechisch, Latein, Hindi, Russisch, Mazedonisch und Ungarisch.

## Ausgewählte Werke

### Bücher
- Aspekt im Neuuigurischen. Harrassowitz, Wiesbaden 2005, ISBN 3-447-05291-0. (Zugleich: Dissertation Universität Mainz 2005)
- Modality in the Turkic languages: Form and meaning from a historical and comparative perspective. Schwarz, Berlin 2015.

### Aufsätze
- Actionality operators in Uyghur (2006)
- Notes on some Turkic vowel developments (2008)
- Notizen zu Ahmet Hamdi Tanpınars Roman Huzur (2009)
- Issues of grammaticalisation in Turkic modal constructions (2011)
- Modality in the Dede Qorqud Oġuznameleri (2011)
- Türk Dillerinde Kipsellik ve Kipselliğin Anlambilimsel Haritası (2013)
- Middle Oghuz consonantism (2014)
- Dil Öğrenimi Açısından Adeylemler ve Ortaçlar (2016)
- Uniformity and diversity in Turkic inceptive constructions (2017)
- SoA-type complement clauses in the Tārīḫ-i Pečevī (2018)
- Oluşum Romanı Olarak Huzur (2018)
- Huzur’un Faustçu Bir Okunuşu (2018)

## Mitgliedschaften
- Gesellschaft für Turkologie, Osmanistik und Türkeiforschung (GTOT) http://www.gtot.org
- Societas Linguistica Europaea (SLE) http://www.societaslinguistica.eu
- Deutsche Arbeitsgemeinschaft Vorderer Orient (DAVO) http://www.davo1.de
- Deutsch-Mongolische Gesellschaft (DeMoGe) http://www.mongolei.org